# میرتو
میرتو (به ایتالیایی: Mirto) یک منطقهٔ مسکونی در ایتالیا است که در استان مسینا واقع شده‌است.

## خصوصیات
میرتو ۹٫۴ کیلومترمربع مساحت و ۱٬۰۸۳ نفر جمعیت دارد.